# Демен
Демен (њем. Demen) општина је у њемачкој савезној држави Мекленбург-Западна Померанија. Једно је од 76 општинских средишта округа Пархим. Према процјени из 2010. у општини је живјело 1.068 становника. Посједује регионалну шифру (AGS) 13060013.

## Географски и демографски подаци
Демен се налази у савезној држави Мекленбург-Западна Померанија у округу Пархим. Општина се налази на надморској висини од 45 метара. Површина општине износи 46,8 km². У самом мјесту је, према процјени из 2010. године, живјело 1.068 становника. Просјечна густина становништва износи 23 становника/km².